# Epoxid

Generell epoxid.

En epoxid är en cyklisk eter bestående av två kolatomer och ett syre. Den enklaste epoxiden, där alla substituenter är väten, kallas etylenoxid.

## Framställning
Två huvudsakliga framställningsmetoder finns: intramolekylär substitution med en β-halogenalkohol, samt oxidation av en kol-kol-dubbelbindning.
I substitutionsreaktionen sker under basiska förhållanden deprotonering av alkoholen, som sedan attackerar det intilliggande kolet i en SN2-reaktion; detta kan betraktas som en intramolekylär variant av Williamsons etersyntes.
Oxidation av dubbelbindningen sker vanligtvis med en peroxid, ofta en persyra som till exempel MCPBA, permyrsyra eller perättiksyra. Persyran reduceras i det fallet till motsvarande syra i en enstegsmekanism.
En variant av oxidationen är Sharpless asymmetriska epoxidering, där en allylisk alkohol oxideras till en β-hydroxiepoxid och där den ena stereoisomeren bildas i större utsträckning än den andra. Genom att variera vilken enantiomer av ett reagens som tillsätts går det att välja vilken av isomererna som skall bildas i överskott.

## Reaktioner
Epoxider är på grund av sin ringspänning mottagliga för nukleofila attacker. Bland annat kan de
- reduceras av metallhydridreagens till en alkohol.
- hydratiseras av vatten till en 1,2-diol.
- genomgå nukleofil addition även av andra grupper.